# Les amants de minuit
Les amants de minuit – utwór francuskiej wokalistki Michèle Arnaud, nagrany w 1956 roku i napisany przez Simone Laurencin i Jacques’a Lasry’ego, umieszczony na winylowym wydaniu singla pt. Les amours oubliées z tego samego roku. Singiel był jedną z dwóch propozycji, z którymi wokalistka reprezentowała Luksemburg podczas pierwszej edycji Konkursu Piosenki Eurowizji w tym samym roku.
Podczas konkursu, który odbył się 24 maja 1956 roku, utwór został wykonany jako przedostatni, trzynasty w kolejności. Dyrygentem orkiestry podczas występu był Jacques Lasry. Z powodu niezachowania się oficjalnych wyników konkursu, nieznany jest końcowy rezultat piosenki.